# Candás
Candás és una  parròquia d'Astúries, situada al concejo de Carreño. És la parròquia més gran del concejo i la seva capital.

## Context geogràfic
Candás està a la vora de la Mar Cantàbrica i posseeix un port, la dàrsena interior del qual va ser dragada l'últim trimestre de l'any 2014.
Es localitza en un dels punts més septentrionals de la península Ibèrica, a 13 quilòmetres del Cap de Peñas. Es troba perfectament comunicada amb Gijón i Avilés, ciutats de les quals es troba separada per una mica menys de 15 quilòmetres, així com d'Oviedo, de la qual dista 30 quilòmetres. La parròquia en el seu conjunt té 7.320 habitants, i la vila de Candás amb 6.836 ( INE 2009).
Està edificada com a amfiteatre al voltant d'una trencada que se situa entre els promontoris de Sant Sebastià i Sant Antoni, i prop del riu Candás.

## Economia local
Tradicionalment la pesca i la indústria conservera van ser els sectors econòmics més importants del poble, però tots dos van entrar en crisi amb l'obertura de la factoria ENSIDESA i amb l'expansió de la siderúrgia a la comarca d'Avilés. Actualment el turisme i l'hostaleria, sobretot a l'estiu, també ocupen un lloc important en l'economia de la vila.

## Gastronomia
Candás compta amb una variada oferta gastronòmica. Destaquen les calderetes i graellades de peix o marisc. Entre les postres, cal destacar les Marañuelas, els candasinos o l'arròs amb llet.

## Festivitats
Les festes locals són el Festival de la Sardina (Sant Feliu), que se celebra l'1 d'agost, i el Crist del 14 de setembre. Destaca també pel gran èxit de públic el Festival de Bandes de Gaites Vila de Candás  (declarat d'Interès turístic regional) un festival gratuït que se celebra al mes de juliol des de 1997 i en què es reuneixen moltes de les millors formacions d'Europa amb un denominador comú: la gaita.
També són de destacar les romeries tradicionals de Sant Antoni (13 de juny) i Sant Roc (16 d'agost).

## Fills il·lustres
- Antonio Rodríguez García, escultor
- José Rodríguez del Busto, president del Tribunal Suprem en el S.XIX

## Galeria d'imatges

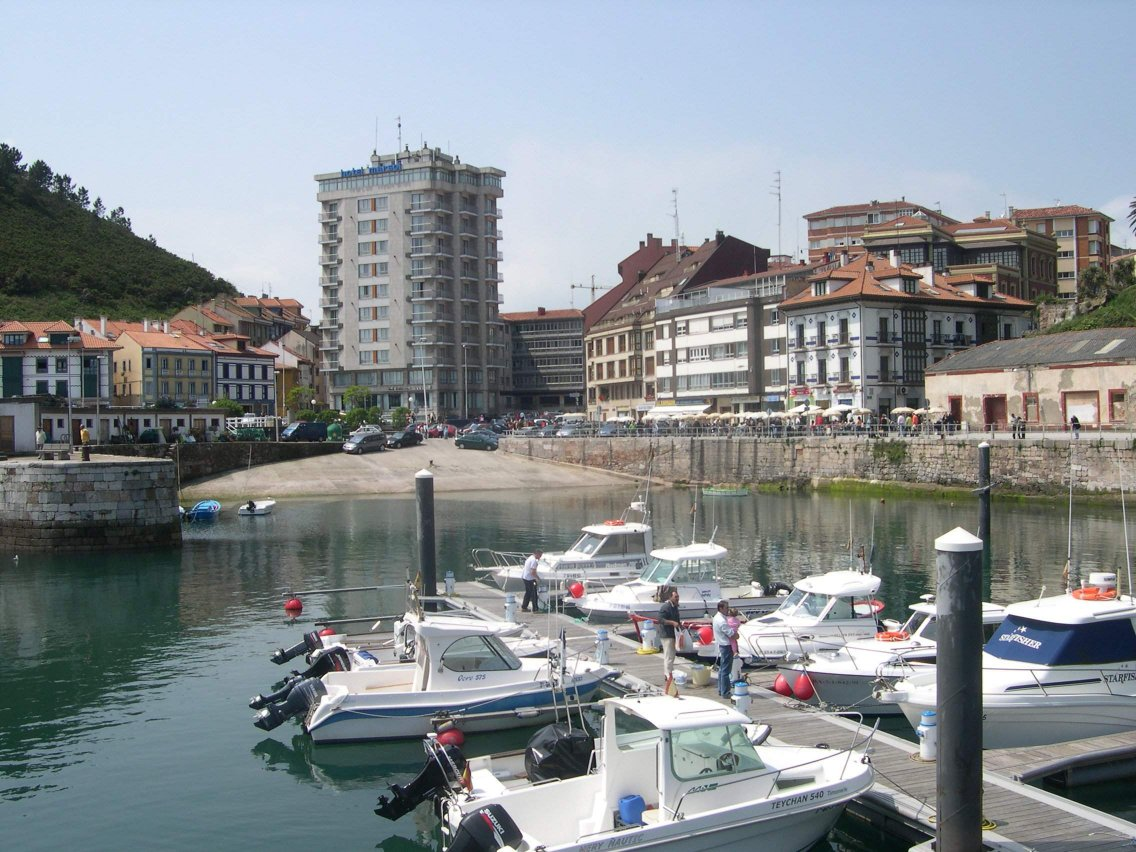
Vista general del port
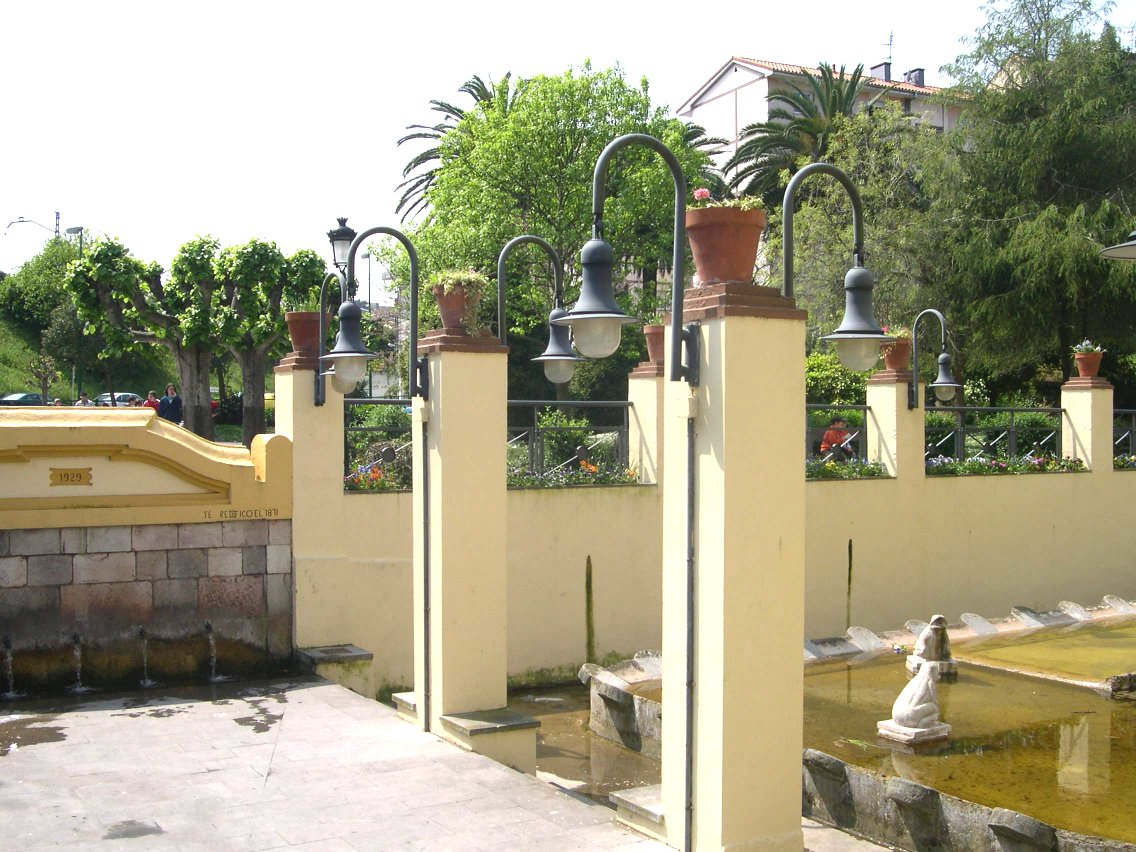
Font Santarua (any 1779)
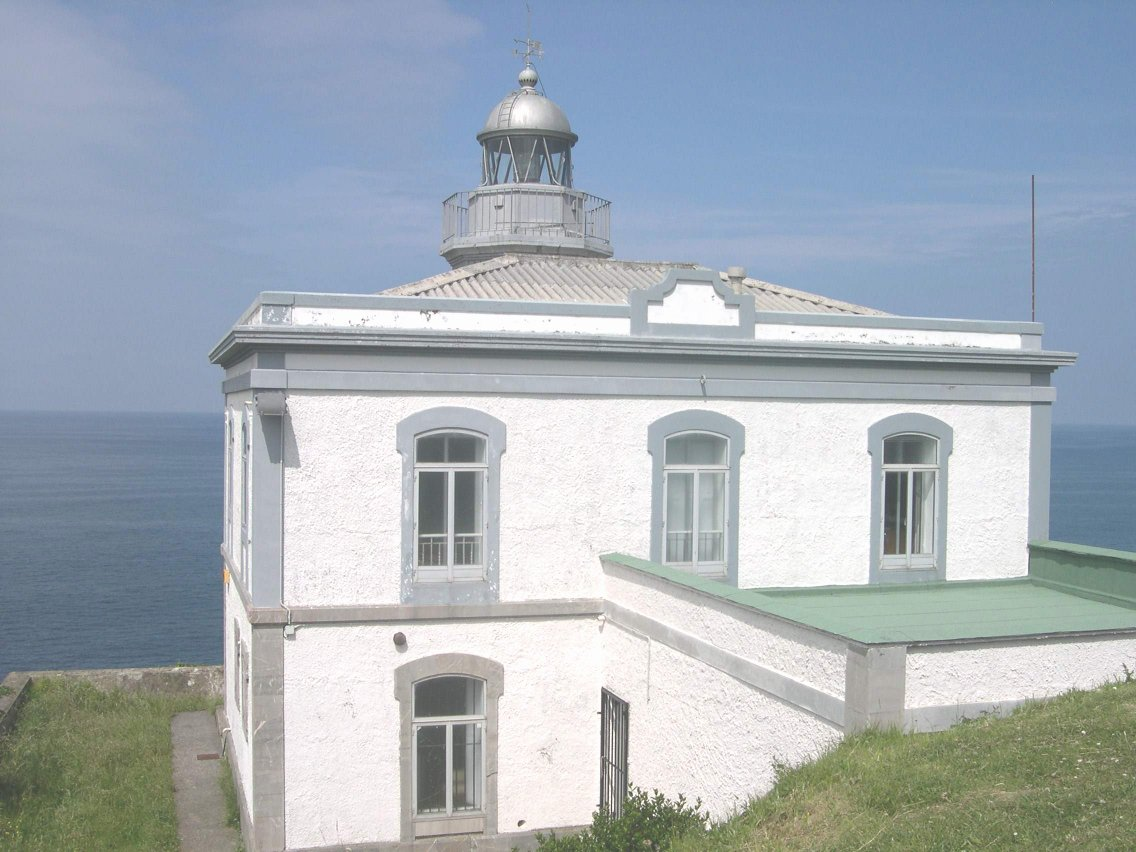
Far de Candás
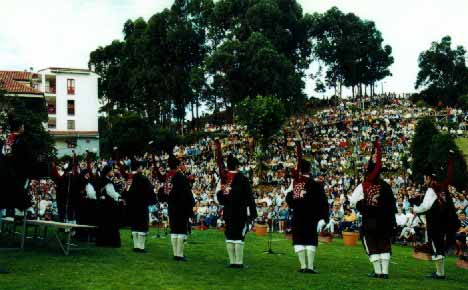
Festival Internacional de Bandes de gaites . Candás, any 2000
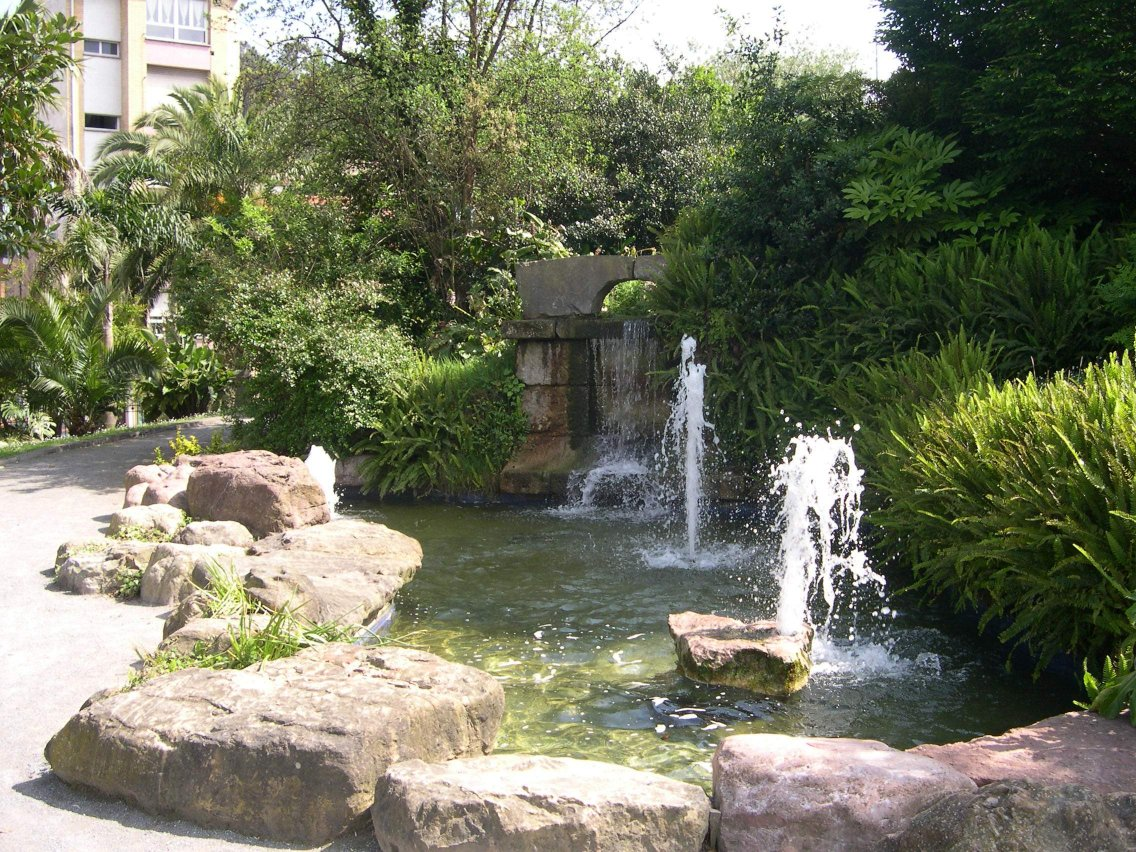
Parc "els conserveres"
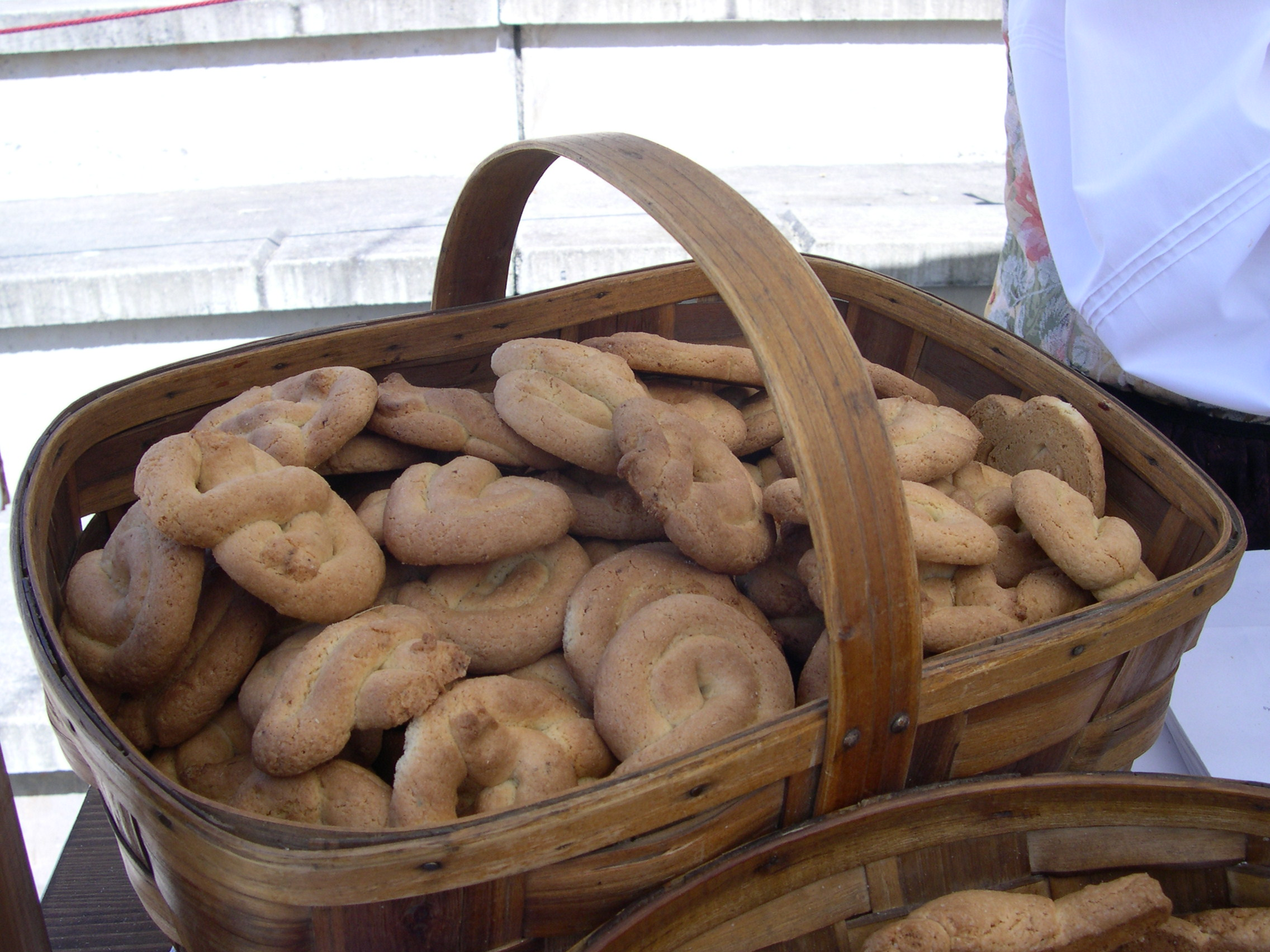
Marañueles de Candás
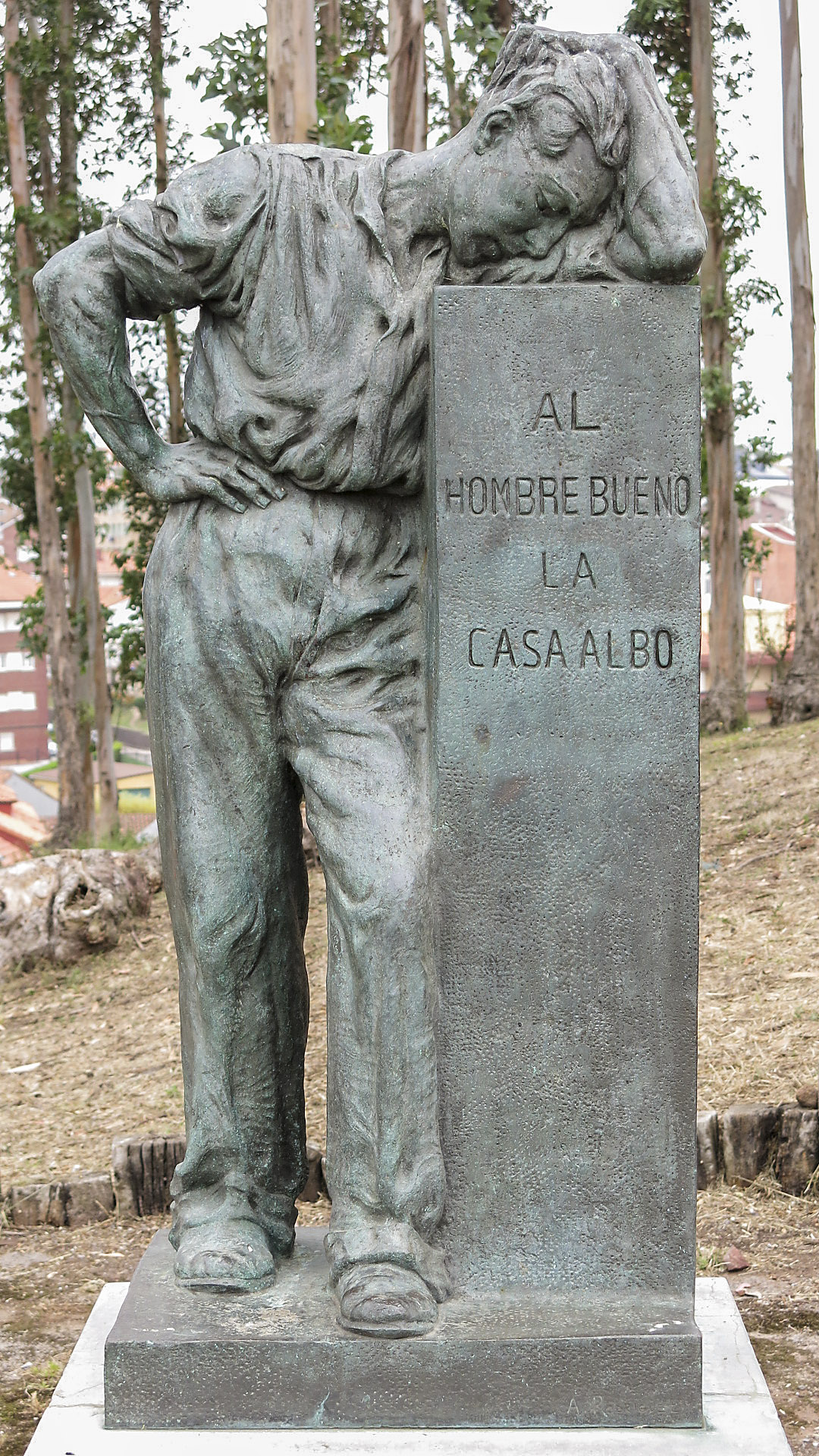
Al Hombre Bueno